# A fiasítás korlátozása
A fiasítás korlátozásával a méhész segítheti családjait azzal, hogy korosztályai megfelelő arányúak legyenek a főhordás idején és utána is. A módszer kockázatos, és visszafelé is elsülhet. A kockázatot növeli, ha a korlátozás hosszú, vagy nagy mértékű. Csak tapasztalt méhésznek való, aki úgy ismeri a méhlegelőt, mint a tenyerét. Helyesen alkalmazva a méztermelés nagy mértékű növekedését eredményezheti, különösen teljes korlátozás esetén. A teljes korlátozás kihasználható az anyák cseréjére.
Az elérendő célok:
- a főhordás után ne maradjon sok méh munka nélkül (akik rajzáson törik a fejüket)
- az eleség megtakarítása
- a belső munkák fogytával többen térnek át a gyűjtésre, így a család jobban kihasználhatja a főhordást.

Ha a méhész enyhe korlátozást akar, akkor az anyát anyaráccsal 3-6 keretre zárja. Ha erős korlátozást kíván, akkor vagy kalitkázza, vagy ki is veszi a családból. Ekkor vagy tartalékolja kis családban, vagy megöli, és vagy új anyát ad, vagy nevelteti az új anyát. A korlátozásra a főhordás előtt két héttel kell sort keríteni. Ha az anyásítás nem sikerül, akkor a családot egyesíteni kell.
A fiasításban való korlátozás önmagában is támogathatja a rajzó hajlamot, különösen, ha a korlátozás teljes, mivel ilyenkor amúgy is anyabölcsőket építenek. A bölcsők elrombolása nehéz és fáradságos munka; és ha akár csak egyetlen bölcső is elbújik, teljesen hatástalan.
A módszer csak szakértő kezében működik. További feltételei:
- a családok amúgy is kifejlődnek főhordásra
- a főhordás bő, de nagyon rövid
- utána hosszabb ideig nem keletkezik elvehető fölösleg
- a főhordás után nem fog vándorlásra sor kerülni

A módszer alkalmazása kockázatos, ha mindezek a tényezők nem állnak fenn. Tehát, ha a családok nem fejlődnek fel eléggé, és főhordás után a méhlegelő már képtelen arra, hogy fenntartsa a fiasítást. Ha hosszú, mérsékeltebb mennyiségű főhordás van, ami megköveteli a méhek folyamatos pótlását. Ha vándorlást terveznek, vagy fölösleget termelő legelő van még a főhordás után is, akkor szintén nem érdemes ezzel a módszerrel próbálkozni.